# 李卫红
李卫红（1955年3月—），河北新乐人，中华人民共和国政治人物。
1970年，在山西大同红旗水泥厂工作。后进入山西大学政治系，之后担任山西大同二中教师。1984年，升任山西大同团委副书记、书记。1989年，进入国家教委，历任教育部人事司副司长、司长。2005年，升任中华人民共和国教育部副部长。后担任国家语言文字工作委员会主任。2015年5月卸任教育部副部长、国家语言文字工作委员会主任职务。